# Sancourt (Somme)
Sancourt é uma comuna francesa na região administrativa de Altos da França, no departamento de Somme. Estende-se por uma área de 7,2 km². Em 2010 a comuna tinha 273 habitantes (densidade: 37,9 hab./km²).